# Paraponera clavata

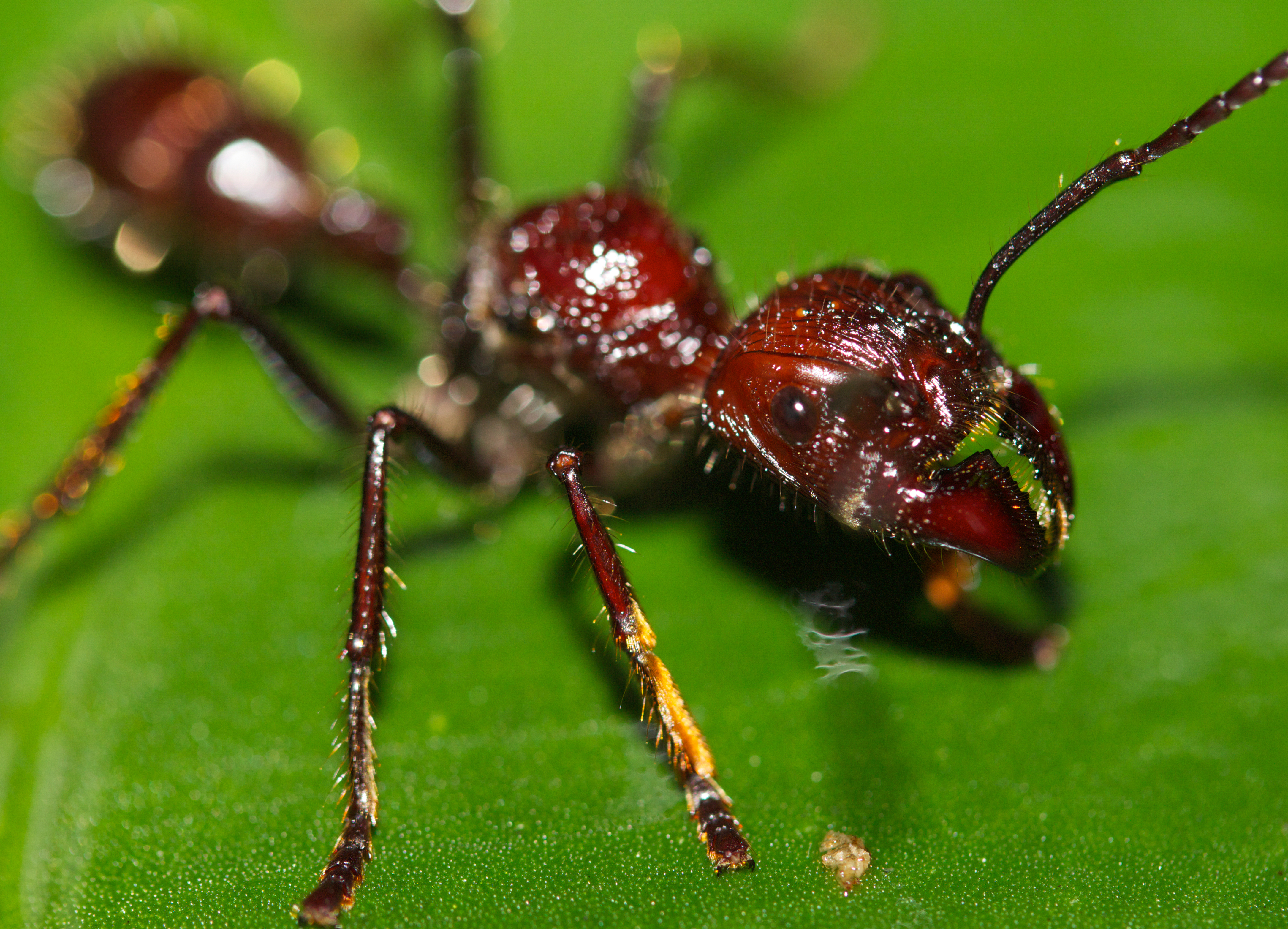
Муравей Paraponera clavata

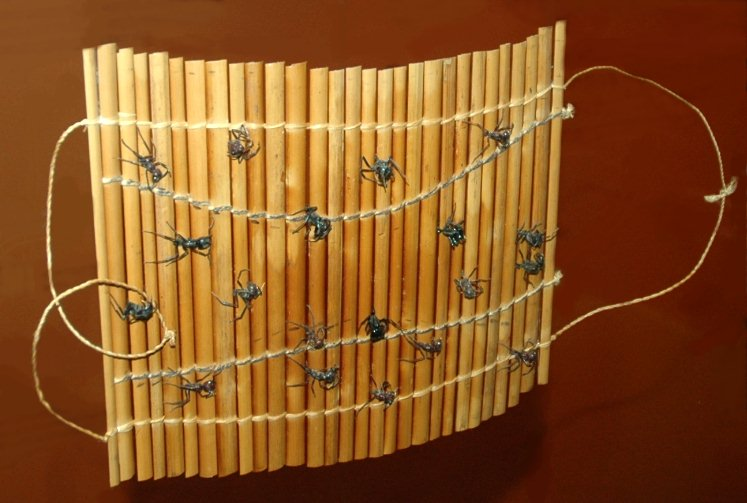
«Рукавица» для обряда с живыми муравьями Paraponera

Paraponera clavata (лат.) (англ. Bullet Ant, букв. муравей-пуля) — вид крупных тропических муравьёв из рода Paraponera подсемейства Paraponerinae (Formicidae). Обладают сильнейшим ядом, превосходящим по силе воздействия яд любой осы или пчелы.

## Распространение
Центральная и Южная Америка от Никарагуа, Гондураса и Коста-Рики на севере и до Венесуэлы, Колумбии, Эквадора, Бразилии, Перу, вплоть до Парагвая. Муравьиные семьи обитают в низинных лесах, на высотах от уровня моря до 750 м. Однако отдельные экземпляры муравьёв находили на высотах до 1 500 м (международный парк Ла-Амистад).

## Систематика
Первоначально был описан как Formica clavata датским зоологом Иоганном Фабрицием в 1775 году. Французский зоолог Пьер Латрейль в 1804 году перенёс вид в состав рода Ponera. Затем в 1858 году британский энтомолог Фредерик Смит выделил этот вид в самостоятельный род Paraponera. В настоящее время известен один современный и один ископаемый (Paraponera dieteri Baroni Urbani, 1994; миоцен, доминиканский янтарь) виды; их относят к отдельному монотипическому подсемейству Paraponerinae Emery, 1901. Ранее включались в состав подсемейства Ponerinae в качестве трибы Paraponerini или Ectatommini.

## Описание

### Морфология и биохимия
Крупные хищные муравьи с длиной тела от 18 до 25 мм и буровато-чёрной окраской. Нижнечелюстные щупики 5-члениковые, нижнегубные щупики состоят из 3 сегментов. Усики 12-члениковые (у самцов состоят из 13 сегментов). Голова субквадратная, с округлыми углами. Глаза округлые и выступающие, расположены немного впереди средней линии. Голени средней и задней пары ног с двумя шпорами. В стебельке между грудкой и брюшком один членик (петиоль), но первый сегмент брюшка резко отделён перетяжкой от остальных, напоминая формой второй членик стебелька (постпетиоль) некоторых других муравьёв (Myrmicinae). Задние крылья самок и самцов с развитой анальной лопастью.
Секреция мандибулярной железы представлена в основном 4-метил-3-гептаноном и 4-метил-3-гептанолом. В составе дюфуровой железы (где вырабатываются феромоны тревоги, следовые и некоторые другие вещества) обнаружена смесь углеводородов: алканы, алкены (от C16 до C29) и алкадиены. Из 17 компонентов наибольшую долю составляют пентакозан, пентакозен, гептакозен и гептакозадиен, а в меньшей пропорции представлены нонадекан, генеикозан, трикозен, нонакозан и нонакозадиен и некоторые другие.

### Биология
Семьи включают в себя от 1000 до 2500 мономорфных рабочих особей. Муравейники обычно почвенные и располагаются в основании деревьев (иногда на деревьях). Около входа в гнездо постоянно дежурят не менее двух охранников, при опасности они вместе с другими внутригнездовыми муравьями обследуют всю территорию в радиусе до 30 см. Исследования, проведённые в Коста-Рике, показали, что на один гектар леса приходится 4 колонии этих муравьёв; муравейники располагаются под 70 видами деревьев, 6 видами кустарников, 2 видами лиан и под одним видом пальм. Гнёзда чаще располагаются под кронами таких растений, как Faramea occidentalis (семейство Мареновые) и Trichilia tuberculata (Мелиевые), наиболее массовыми деревьями леса. Из других видов растений, муравейники селективно чаще встречались под Alseis blackiana, Tabernaemontana arborea, Virola sebifera, Guaria guidonia, Oecocarpus mapoura, Pentaclethra macroloba (Бобовые) и Goethalsia meiantha (Липовые). Другие виды растений не показали явного предпочтения муравьями при выборе и размещении ими своих гнёзд.
Известны случаи обнаружения полностью древесных муравейников. Муравьи P. clavata могут защищать деревья от активности муравьёв-листорезов рода Atta cephalotes и, таким образом, оказывать положительный эффект на растительную биомассу.
Рабочие фуражируют на деревьях прямо над своим гнездом, охотятся на мелких членистоногих и собирают нектар в кронах (включая сладкие выделения внецветковых нектарников Pentaclethra macroloba и других растений); небольшое количество рабочих фуражирует в лесной подстилке. Низкое количество нектара стимулирует муравьёв продолжать индивидуальный локальный поиск, в то время как большое количество обнаруженных кормовых ресурсов стимулирует мобилизацию соплеменников из гнезда. При этом используются феромонные метки.
Рабочие муравьи уходят от гнезда на расстояние до 40 м. Фуражировка проходит в соответствии с поисковой стратегией максимализации фуражировочной эффективности, когда расход энергии в поиске минимален, ресурсы являются возобновляемыми, и возможна дополнительная мобилизация рабочих. При наличии близко расположенного источника корма рабочие-разведчики прекращают дальние поиски и переключаются на более доступный вид пищи, проводя факультативную мобилизацию дополнительной рабочей силы из своего муравейника.
45 % муравьёв-фуражиров возвращаются в гнездо с добычей, причём гружёные муравьи идут быстрее, чем возвращающиеся порожняком. Распределение типа груза: 37 % муравьёв несут жидкость (крупные капли между челюстями), 25 % — различных членистоногих и 21 % — части растений. Среди членистоногих могут быть бабочки, мухи, прямокрылые, жуки, многоножки, цикады, муравьи (в том числе листорезы Atta) и пауки. В отдельных случаях в добыче были отмечены моллюски и голова маленькой древесной лягушки. Из растительных остатков преобладают мелкие веточки, мох, кора, лепестки цветков.
Обнаружив жидкий корм с высокой концентрацией белка/сахарозы, рабочие Paraponera clavata чаще пытаются ухватиться за капельку и нести её в челюстях, а не пить и транспортировать в зобике.

### Жало и яд
Paraponera clavata обладают очень сильным жалом и ядом. Длина жала до 3,5 мм, длина резервуара яда 1,9 мм (диаметром 1 мм), между ними проток длиной 3 мм. За это они получили название «муравей-пуля» (порт. Formiga Bala, исп. Hormiga bala), поскольку сила ужаления сопоставима с огнестрельным ранением, или «Hormiga Veinticuatro» («муравей-24 часа»), так как боль ощущается почти сутки. Сила ужаления превышает степень воздействия яда любой осы или пчелы. По шкале силы ужалений Шмидта соответствует высшему уровню (4+).
В ходе изучения химического состава яда из него был выделен новый парализующий нейротоксин (пептид), названный понератоксином.

### Использование в обряде инициации
У некоторых местных бразильских индейских племён (маве, Maue, Бразилия) эти муравьи используются в весьма болезненных обрядах инициации мальчиков, свидетельствующих об их подготовке ко взрослой жизни и возможности стать настоящим воином. На руки испытуемым надевают особо сплетённые перчатки из растений (листьев и веточек) с муравьиными жалами, направленными внутрь. Перчатки надевают примерно на 10 минут, что приводит к временному параличу и на несколько дней к потере чувствительности ужаленных пальцев. Позднее повторяют подобные действия до 20 раз за несколько месяцев или за целый год.

## Паразиты и симбионты
Среди паразитов этого вида муравьёв отмечены мухи-фориды Apocephalus paraponerae Borgmeier. Этот вид паразитических мух привлекается особыми веществами (4-метил-3-гептанон, 4-метил-3-гептанол), выделяемыми мандибулярными железами муравьёв.
В колониях Paraponera clavata обнаружены ассоциированные с ними бактерии Bartonella (Rhizobiales), играющие определённую роль в регуляции пищеварения муравьёв. Распространённость бактерий внутри полевых колоний увеличивается после длительных 2-недельных углеводных подкормок (в то время как добавление белковой добычи не увеличивает концентрацию этих бактерий).

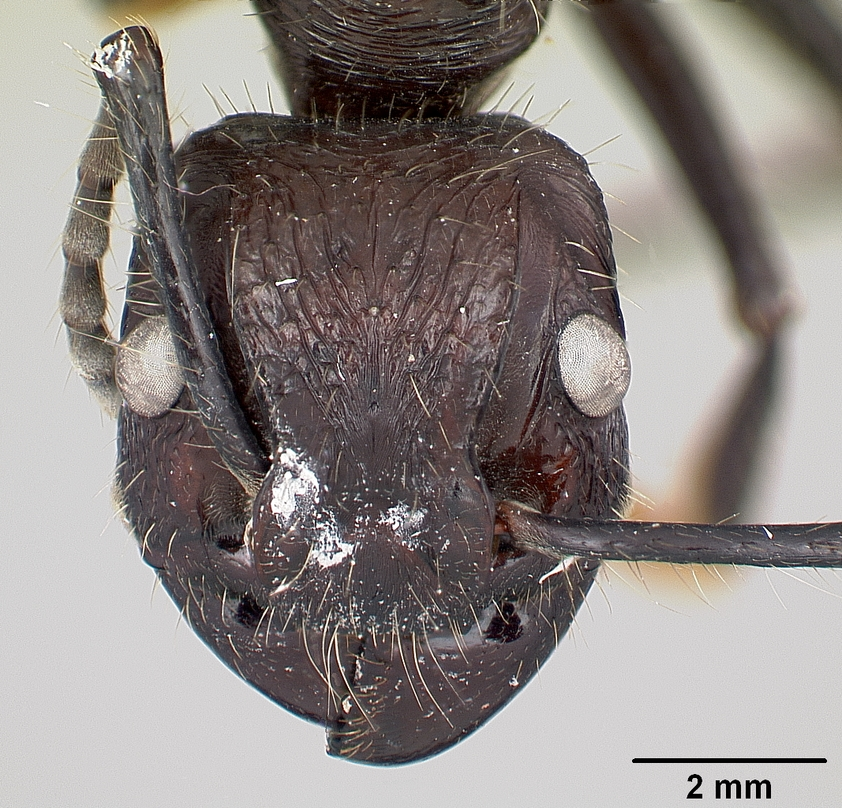
Голова
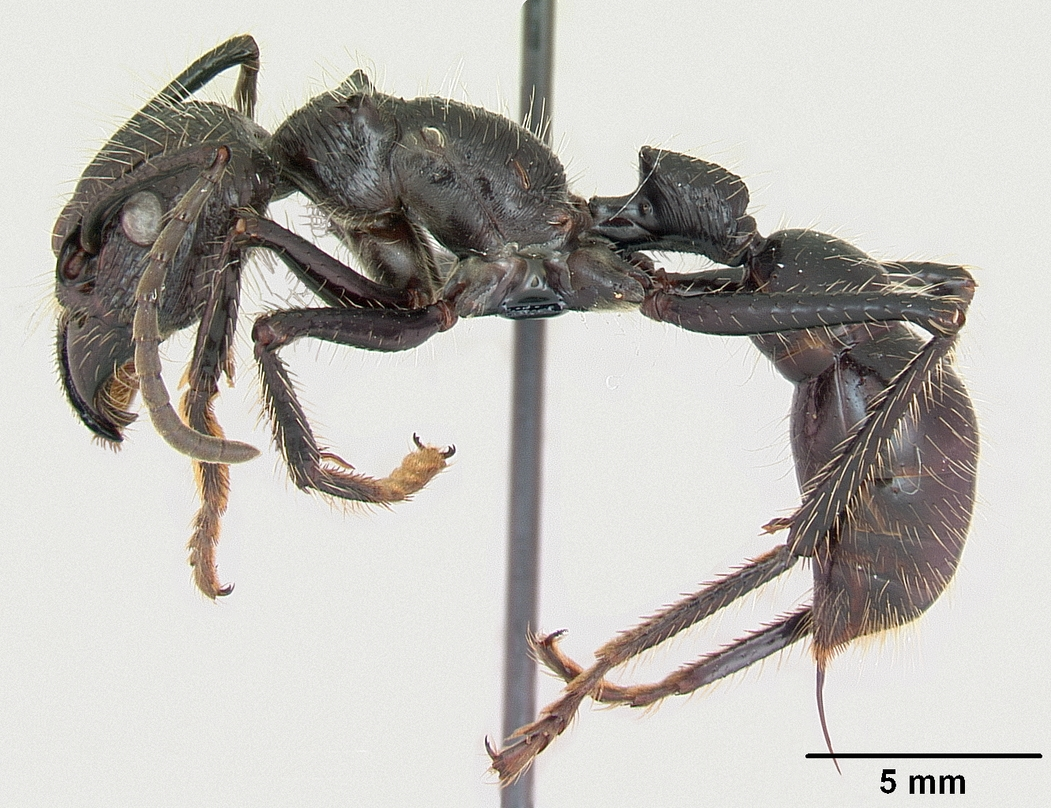
Вид сбоку
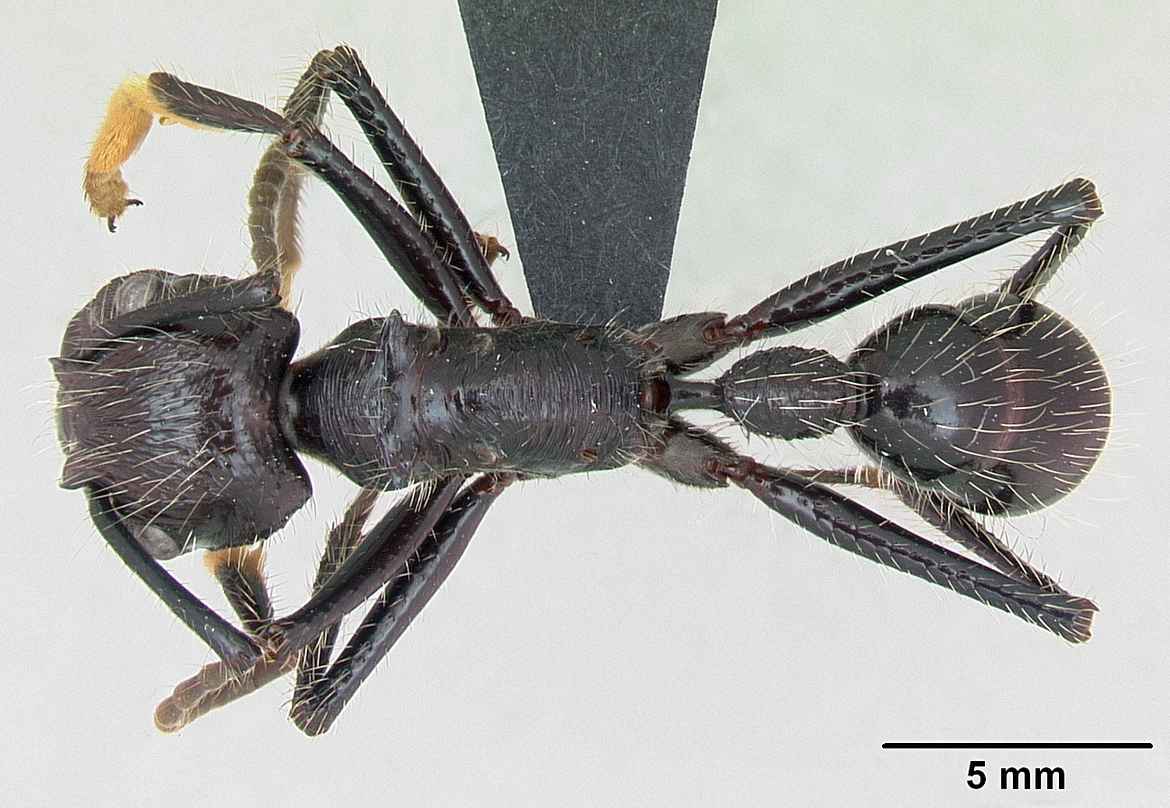
Вид сверху
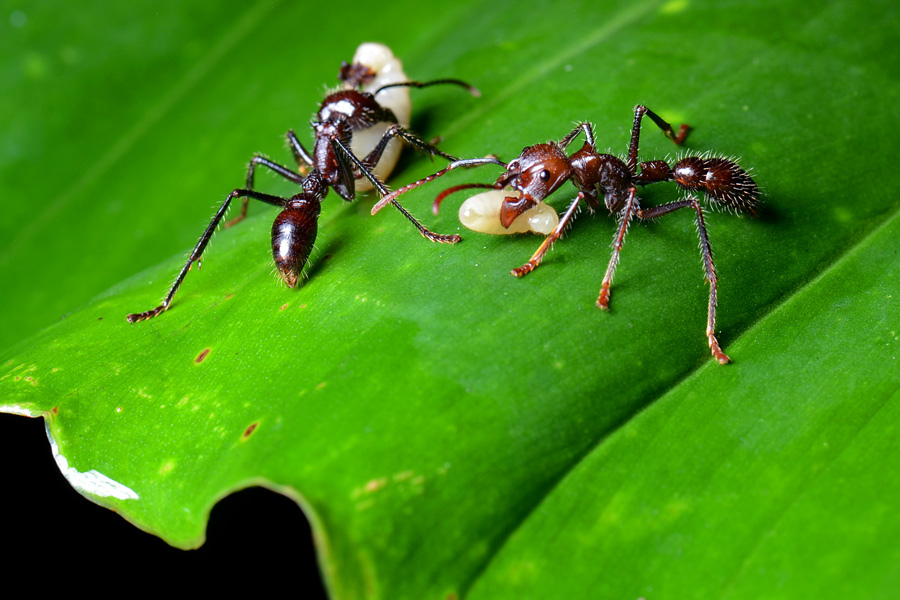
Муравьи с личинками